# Peratophyga
Peratophyga is een geslacht van vlinders van de familie spanners (Geometridae), uit de onderfamilie Ennominae.

## Soorten
- P. bifasciata Warren, 1905
- P. flavomaculata Swinhoe, 1902
- P. hyalinata Kollar, 1844
- P. oblectata Prout, 1929
- P. sobrina Prout, 1932
- P. spilodesma Prout, 1934
- P. tonseae Debauche
- P. trigonata Walker, 1861
- P. venetia Swinhoe, 1902
- P. xanthyala Hampson, 1896